# Likud Jisra'el bejtenu
Likud Jisra'el bejtenu (hebrejsky הליכוד ישראל ביתנו‎, ha-Likud Jisra'el bejtenu, doslova „Likud Izrael náš domov“, někdy zkracováno jako Likud Bejtenu) byla izraelská politická aliance vytvořená v říjnu 2012 mezi středopravicovou stranou Likud a pravicovou stranou Jisra'el bejtenu před nadcházejícími předčasnými parlamentními volbami v lednu 2013.
Uskupení získalo ve volbách celkem 31 poslaneckých mandátů a stalo se tak nejsilnější stranou izraelského parlamentu. Nedošlo ale k plné integraci obou původních politických stran a ve volbách roku 2015 již opět Likud a Jisra'el bejtenu kandidovaly samostatně.